# Joby Ogwyn

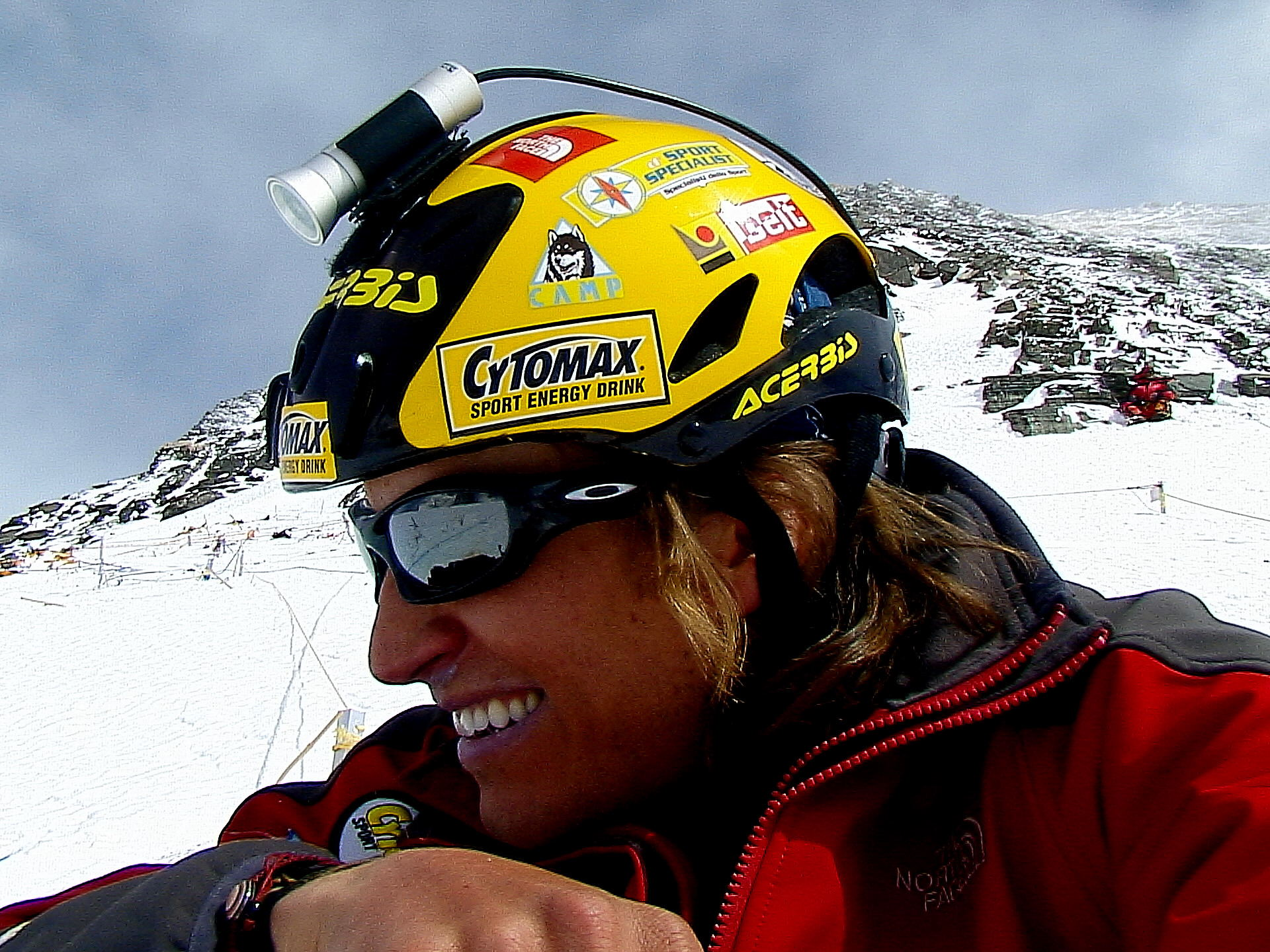
Joby Ogwyn (2006)

Joby Ogwyn (* 1974) ist ein US-amerikanischer Bergsteiger, Basejumper und Wingsuit-Springer.

## Leben
Ogwyn wuchs in Louisiana auf und studierte Wirtschaftswissenschaften am Centenary College of Louisiana.
Er begann bereits als Teenager mit dem Bergsteigen. Im Alter von 18 Jahren bestieg er den Kilimanjaro und war 1999 mit 24 Jahren der damals jüngste Amerikaner, der den Mount Everest bestiegen hatte. Mit 26 Jahren war er der zum damaligen Zeitpunkt jüngste Bergsteiger, der alle Seven Summits bestiegen hatte. Er arbeitete dann als Bergführer im Himalaya. Nach Besteigungen des Lhotse und Makalu wandte sich Ogwyn dem Speedklettern zu. So bestieg er 2004 den Cho Oyu in 8 Stunden. 2006 bestieg Ogwyn den Nordostgrat des Mount Everest in 24 Stunden.
2007 setzte Ogwyn mit den Produzenten von National Geographic Adventure die Fernsehserie Adventure Wanted um, in der er verschiedene Extremsportarten vorführte.
Im Jahr 2009 sprang Ogwyn das erste Mal mit dem Wingsuit vom Matterhorn. In Zusammenarbeit mit dem Discovery Channel plante Ogwyn den ersten Wingsuit-Sprung vom Mount Everest. Nach dem Unglück am Mount Everest am 18. April 2014 mit 16 Toten, darunter Ogwyns Sherpa-Team, sagte der Discovery Channel jedoch den Sprung ab.
Ogwyn lebt in Italien und Kalifornien.